# Luxemburg (valkrets till Europaparlamentet)
Vid Europaval är Luxemburg en av Europaparlamentets valkretsar. Den omfattar hela landet Luxemburg. Valkretsen representeras av sex Europaparlamentariker.

## Nuvarande ledamöter av Europaparlamentet
Per september 2023
| Namn                       | Nationellt parti             | EP-grupp |
| -------------------------- | ---------------------------- | -------- |
| Charles Goerens            | Demokratiska partiet         | ALDE     |
| Christophe Hansen          | Kristsociala folkpartiet     | EPP      |
| Isabel Wiseler-Santos Lima | Kristsociala folkpartiet     | EPP      |
| Tilly Metz                 | Déi Gréng                    | G/EFA    |
| Nicolas Schmit             | Socialistiska arbetarpartiet | S&D      |
| Monica Semedo              | Demokratiska partiet         | ALDE     |